# Sant Sauvaire
Sant Sauvaire (en francès Saint-Sauveur) és un municipi francès situat al departament dels Alts Alps i a la regió de Provença – Alps – Costa Blava.

## Demografia
| 1841                                       | 1962 | 1968 | 1975 | 1982 | 1990 | 1999 | 2006 | 2017 |
| ------------------------------------------ | ---- | ---- | ---- | ---- | ---- | ---- | ---- | ---- |
| 933                                        | 223  | 202  | 202  | 270  | 298  | 392  | 431  | 499  |
| Des de 1962: població sense dobles comptes |      |      |      |      |      |      |      |      |

## Administració
| Període   | Identitat           | Partit |
| --------- | ------------------- | ------ |
| 2001-2008 | Catherine Mac Veigh |        |
| 2008-2014 | Gérard Monod        |        |
| 2014-     | Chantal Roux        |        |